# 寂静的山林
《寂静的山林》是1957年，长春电影制片厂拍摄的反间谍电影。以1952年长春市公安局侦办、自由中国抵抗运动相关的郭长升、吴文蘅案为原型。

## 剧情
1950年代初，美国间谍组织派遣李文英返回中国东北的老家、开展间谍活。侦察员史永光以商人冯广发的假身份，与李文英周旋。

## 制作人员

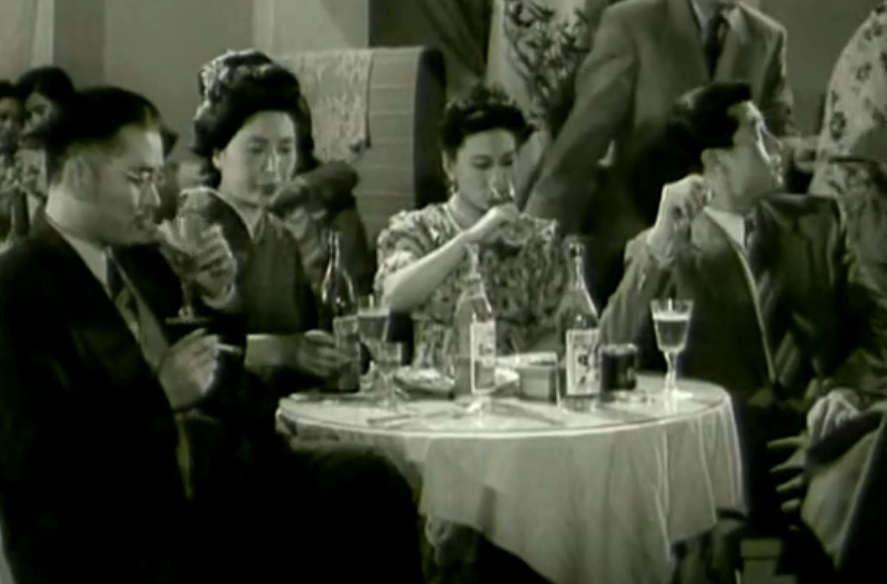
电影截图，最左为浦克饰演的孙威廉，最右为王心刚饰演的冯广发。

- 导演：朱文顺
- 编剧：赵明

## 角色
| 演员   | 角色   | 简介                                   | 备注 |
| 王心刚 | 史永光 |                                        |      |
| 白 玫  | 李文英 | 美国间谍组织派遣、遣入东北地区的女特务 |      |
| 浦 克  | 孙威廉 | 李文英在香港的上级。                   |      |
| 车 轩  | 皮斯利 | 美国人，孙威廉上级。                   |      |